# Matej Kazijski
Matej Ilijanov Kazijski (em búlgaro:  Матей Илиянов Казийски, Sófia, 23 de setembro de 1984) é um jogador de voleibol búlgaro que atua na posição de ponteiro. 

## Carreira

### Clube
A carreira de Kazijski começou em 1995 nas categorias de base do Slavia Sofia. Na temporada 2000–01, o ponteiro foi promovido ao time titular, disputando a primeira divisão bulgara. Na temporada 2002–03 mudou-se para o Neftohimik, na mesma divisão, antes de retornar ao clube de Sófia para a temporada 2004–05, com a qual conquistou a Copa da Bulgária.
Na temporada 2005–06 mudou-se para a Rússia, para o Dynamo Moscou, na Superliga Russa, conquistando o campeonato de 2005–06. Na temporada 2007–08 mudou-se para o Itas Diatec Trentino, na Série A1 Italiana. Permaneceu ligado ao time de Trento por seis anos, obtendo a vitória de três campeonatos, três Ligas dos Campeões, quatro Campeonatos Mundiais de Clubes, três Copas Itália e a Supercopa Italiana de 2011, recebendo inúmeros prêmios individuais. Na primavera de 2013 mudou-se para o Al-Rayyan, onde conquistou a Copa Emir.

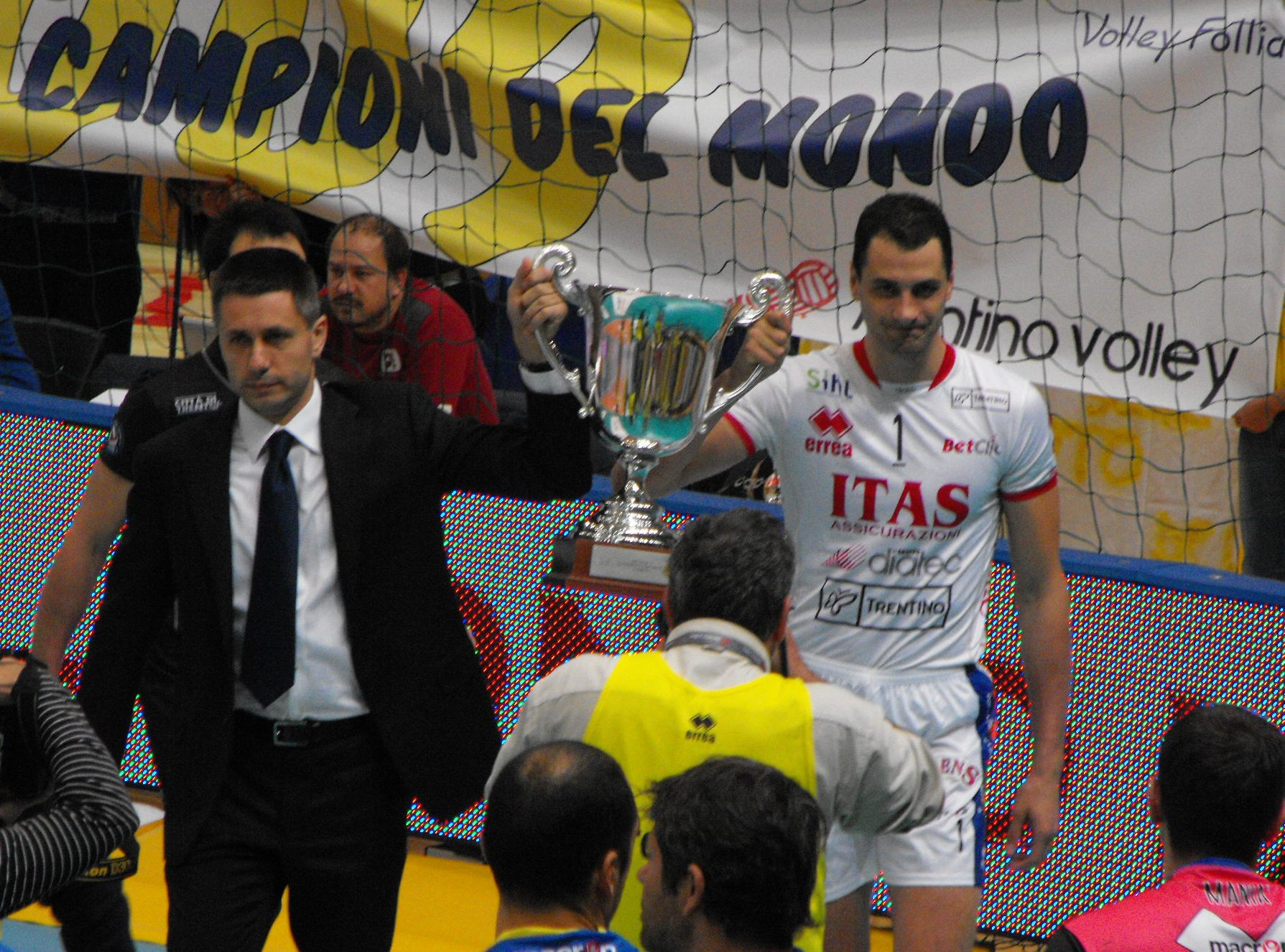
Kazijski erguendo a taça do Campeonato Mundial de Clubes de 2009.

Para a temporada 2013–14 mudou-se para o voleibol turco após fechar com o Halkbank Ankara, com o qual conquistou a Supercopa, a Copa Turca e o Campeonato Turco. Na temporada seguinte voltou ao Trentino, conquistando novamente o campeonato. Encerrou o ano no Al-Rayyan, triunfando no campeonato nacional e na Champions de Clubes do Golfo.
Na temporada 2015–16, se aliou ao elenco do JTEKT Stings, na primeira divisão japonesa, onde permaneceu por três anos. Porém, no final da temporada, encerrados os compromissos com o clube nipônico, retorna ao Trentino, onde encerra a temporada. Para o campeonato 2018–19 foi contratado pelos poloneses do Stocznia Szczecin, na liga polonesa. Logo após o início das competições, por problemas financeiros da equipe, rescindiu o contrato, continuando a temporada no NBV Verona, na primeira divisão italiana, terminando o ano vestindo a camisa do Al-Arabi.
Na temporada 2019–20, retornou ao JTEKT Stings, conquistando o título nacional. Encerrou sua atividade sazonal no BluVolley Verona, onde também permaneceu na temporada seguinte. Na temporada 2021–22 defende novamente as cores do Trentino, conquistando a Supercopa Italiana de 2021 e a SuperLega de 2022–23, onde foi premiado como MVP.

### Seleção
Pelas categorias de base, Kazijski conquistou a medalha de bronze no Campeonato Mundial Sub-21 de 2003. Atuando pela seleção adulta da Bulgária, disputou os Jogos Olímpicos de Pequim 2008. No Campeonato Mundial de 2006, levou a Bulgária ao terceiro lugar, alcançando o mais expressivo resultado internacional desta seleção nos últimos anos; repetiu o resultado na Copa do Mundo de 2007.  
Pediu dispensa da seleção búlgara que disputou os Jogos Olímpicos de Londres 2012 por atritos com os dirigentes da federação de seu país.

## Títulos
Slavia Sofia
- Copa da Bulgária: 2004–05

Dynamo Moscou
- Copa da Rússia: 2006

Trentino Volley
- Campeonato Mundial: 2009, 2010, 2011, 2012
- Liga dos Campeões: 2008–09, 2009–10, 2010–11
- Campeonato Italiano: 2007–08, 2010–11, 2012–13, 2014–15, 2022–23
- Copa Itália: 2009–10, 2011–12, 2012–13
- Supercopa Italiana: 2011, 2021

Al Rayyan
- Copa Emir: 2013

Halkbank Ankara
- Campeonato Turco: 2013–14
- Campeonato Turco: 2013–14
- Supercopa Turca: 2013

JTEKT Stings
- Campeonato Japonês: 2019–20

## Clubes
| Anos      | Clube                       |
| --------- | --------------------------- |
| 2000–2002 | Slavia Sofia                |
| 2002–2004 | Neftochimik Burgas          |
| 2004–2005 | Slavia Sofia                |
| 2005–2007 | Dynamo Moscou               |
| 2007–2013 | Itas Diatec Trentino        |
| 2013–2013 | Al-Rayyan                   |
| 2013–2014 | Halkbank Ankara             |
| 2014–2015 | Energy T.i. Diatec Trentino |
| 2015–2015 | Al-Rayyan                   |
| 2015–2016 | JTEKT Stings                |
| 2016–2016 | Diatec Trentino             |
| 2016–2018 | JTEKT Stings                |
| 2018–2018 | Stocznia Szczecin           |
| 2018–2019 | Calzedonia Verona           |
| 2019–2020 | JTEKT Stings                |
| 2020–2021 | NBV Verona                  |
| 2021–     | Itas Trentino               |

## Premiações individuais
- 2004: Liga Mundial – Melhor saque
- 2006: Liga Mundial – Melhor ataque
- 2006: Campeonato Mundial – Melhor saque
- 2007: Liga dos Campeões – Melhor saque
- 2009: Liga dos Campeões – MVP
- 2009: Campeonato Mundial de Clubes – MVP e melhor atacante
- 2011: Liga dos Campeões – Melhor atacante
- 2011: Campeonato Mundial de Clubes – Melhor saque
- 2014: Liga dos Campeões – Melhor recepção
- 2014: Campeonato Mundial de Clubes – Melhor atacante
- 2022: Campeonato Mundial de Clubes – Melhor oposto
- 2023: Campeonato Italiano – MVP